# Taïoura
La Taïoura (en russe : Таюра) est une rivière de Russie qui coule dans l'est de l'oblast d'Irkoutsk, en Sibérie orientale. C'est un affluent direct 
de la Léna.

## Géographie
La Taïoura est longue de quelque 220 kilomètres. Son bassin versant a une superficie de 5 720 km2, c'est-à-dire une surface comparable à celle du département français de l'Oise, ou encore à celle du canton de Berne en Suisse.
Le débit moyen observé à son point de confluence est de 43,9 m3/s.  
La Taïoura prend naissance à quelque 125 km au sud-est de la ville d'Oust-Kout, dans une vaste zone de taïga quasi dépeuplée, au centre du plateau de la Léna, partie sud-est du grand plateau de Sibérie centrale. Peu après sa naissance, elle adopte la direction du nord et coule ainsi sur 200 kilomètres entre et parallèlement à la Léna qui se trouve à l'ouest, et à la Kirenga qui coule à l'est. Son parcours comporte de nombreux méandres. La Taïoura finit par se jeter dans la Léna en rive droite, 60 km au nord-est de la ville d'Oust-Kout.

## Le gel
La rivière est prise par les glaces au mois de novembre. Elle reste gelée jusque début mai.
Le bassin versant de la Taïoura, repose en totalité sur un  manteau de sol gelé en permanence ou pergélisol.

## Affluents
- La Niia qui lui donne ses eaux en rive droite

## La Taïoura et la Magistrale Baikal-Amour
La Taïoura est longée sur une quinzaine de kilomètres (et franchie à trois reprises) par la voie ferrée Magistrale Baïkal-Amour (ou BAM) au niveau de son cours moyen.
À l'ouest, la ligne quitte la vallée en direction d'Oust-Kout sur la Léna.
À l'est, la Magistrale s'engage dans la vallée de la Niia qui donne accès à la vallée de la Kirenga puis aux monts Baïkal, monts qu'elle traversera pour atteindre la rive nord du lac Baïkal (bassin versant de l'Ienisseï).

## Hydrométrie - Les débits mensuels à Taïoura
La Taïoura est une rivière fort bien alimentée. Son débit a été observé pendant 35 ans (sur la période allant de 1956 à 1990) à Taïoura, petite localité située au niveau de son point de confluence avec la Léna, à 272 mètres d'altitude . 
Le débit annuel moyen ou module observé à Taïoura durant cette période était de 43,9 m3/s pour une surface drainée de 5 720 km2, soit la totalité du bassin versant de la rivière. La lame d'eau d'écoulement annuel dans le bassin se montait de ce fait à 242 millimètres, ce qui doit être considéré comme assez élevé.
La rivière est alimentée en grande partie par la fonte des neiges, mais aussi par les pluies de l'été et de l'automne. Son régime est de ce fait nivo-pluvial. 
Les hautes eaux se déroulent au printemps, aux mois de mai et de juin, ce qui 
correspond au dégel et à la fonte des neiges. Le bassin bénéficie de bonnes précipitations en toutes saisons, surtout en été. Elles tombent sous forme de pluie en été et partiellement en automne, ce qui explique que le débit de juillet à septembre soit bien soutenu. Aux mois d'octobre puis de novembre, le débit de la rivière baisse progressivement, ce qui constitue le début de la période des basses eaux. Celle-ci a lieu de novembre à avril et correspond au long hiver sibérien. 
Le débit moyen mensuel observé en mars (minimum d'étiage) est de 11,9 m3/s, soit plus de 7,5 % du débit moyen du mois de mai (161 m3/s), ce qui témoigne d'une 
amplitude des variations saisonnières fort modérée pour la Sibérie de l'est. Cependant les écarts de débits mensuels peuvent être plus importants d'après les années : sur la durée d'observation de 35 ans, le débit mensuel minimal a été de 5,73 m3/s en mars 1969, tandis que le débit mensuel maximal s'élevait à 225 m3/s en mai 1966.
En ce qui concerne la période libre de glace (de mai à septembre inclus), toujours sur cette période de 35 ans, le débit minimal observé a été de 18,0 m3/s en septembre 1968, ce qui restait très appréciable.  